# Zwitterion

Aminozuren hebben zowel een positief (aminogroep) als negatief (carboxylgroep) geladen molecuuldeel. Het isomeer rechts is een zwitterion.

Een zwitterion (Duits: zwitter, hermafrodiet), of een dipolair ion, draagt zowel een positieve als negatieve lading, op verschillende plaatsen in de verbinding. In een neutrale omgeving zijn alle (dat wil zeggen van een slechts verwaarloosbaar deel van de moleculen niet) ioniseerbare groepen geïoniseerd en ontstaat er een dipoolmoment. Ook zijn zwitterionen vaak goede buffers.
Voorbeelden zijn de aminozuren (afhankelijk van de pH) en bepaalde alkaloïden.